# Misstress Barbara
Barbara Bonfiglio, mais conhecida como Misstress Barbara (Catania, 3 de dezembro de 1975) é uma produtora e DJ ítalo-canadense.
Mudou-se para Montreal, no Canadá, quando tinha apenas 8 anos, onde vive até aos dias de hoje.
A partir da primavera de 1996, começou a mixar nas maiores cidades do mundo, desde Norte a Sul da América, Europa e Ásia.
Misstress Barbara já actuou juntamente com grandes e respeitados artistas, como Bjork, Prodigy, Carl Cox, Richie Hawtin, Masters At Work, Tiesto, Sven Väth, entre outros.
Também actuou em grandes clubes, como Twilo, Crobar (NYC, USA), Velvet Underground, The End (London, UK), The Womb (Tokyo, Japan), Fuse (Brussels, Belgium), Stereo (Montreal, Canada), Florida 135 (Fraga, Spain), Loft (Barcelona, Spain), Zouk (Singapore), Rex (Paris, France), Aloca, Lov.E (Sao Paulo, Brazil).
Já participou em grandes eventos, como SONAR (Espanha), AWAKENINGS (Holanda), I LOVE TECHNO (Bélgica), MONEGROS (Espanha) e “MEGANITE” Ibiza (Espanha), com o DJ Mauro Picotto.
Já criou músicas, tais como:
- Dammelo
- Jamais Moi Sans Toi
- Barcelona
- Come Back
- Don't Leave
- Dance Me To The End Of Love
- Oh Yeah